# 第四次マイソール戦争
第四次マイソール戦争（だいよんじマイソールせんそう、英語：Fourth Anglo-Mysore War, カンナダ語：ನಾಲ್ಕನೆಯ ಮೈಸೂರು ಯುದ್ಧ）は、イギリス東インド会社とマイソール王国との間で南インドで行われた戦争。
この戦争で南インドにおいて最後まで抵抗していたマイソール王国は屈し、その君主ティプー・スルターンは戦いで斃れ、その結果イギリスは南インド全域に覇権を確立した。

## 戦争に至るまでの経緯

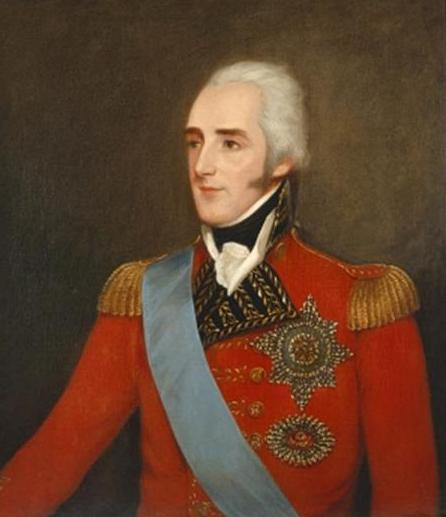
リチャード・ウェルズリー

1792年10月、ベンガル総督チャールズ・コーンウォリスがイギリス本国に帰還したのち、2人の総督が交代し、1798年5月に新たにリチャード・ウェルズリーが総督となった。ジョン・ショアの後任にはコーンウォリスが就任することとなっていたが、彼はアイルランドに派遣されたため、代わりにマドラス長官であるウェルズリーが総督となったのであった。
ウェルズリーが総督となったとき、すでに1793年に英仏両国の関係悪化からフランス革命戦争が勃発しており、南インドでも英仏両国の対立が起こっていた。カーナティック戦争以降、インド方面では明らかにイギリスの優勢であったが、彼はイギリス東インド会社の社員からはマイソール王国とニザーム王国がフランスの軍事顧問を雇い入れていることを警戒するように言われ、必要以上にこれに関心を持った。

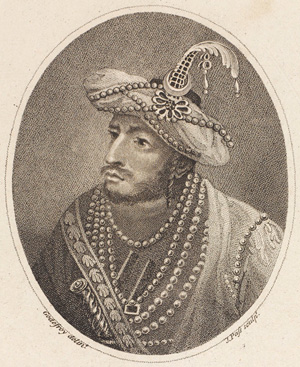
ティプー・スルターン

1797年、マイソール王ティプー・スルターンはフランス領モーリシャス（当時はルイ・ド・フランスと呼ばれていたフランス領フランス島）に使節団を派遣し、フランス軍へ援軍の要請を行った。
だが、これはモーリシャスにフランスの大軍が常駐するという誤情報を信じて踊らされただけであり、その目的は達成されなかった。それだけではなく、イギリスにも開戦の口実を与える結果となってしまった。
ウェルズリーはマイソール王国がフランスと同盟を組もうとしていると判断し、ティプー・スルターンに即答を求めた。だが、返事は返ってこなかったため、彼はこれを機にマイソール王国との争いにすべての決着をつけようと決意した。
1798年9月1日、イギリスはニザーム王国と軍事保護条約を締結し、フランスの軍事顧問らを追放させ、代わりに首都ハイダラーバードにイギリス軍を駐屯させて、同国を事実上藩王国化した（ニザーム藩王国）。そして、イギリスに従順となった同国はマイソール王国に対する戦争への参加を決めた。
一方、マラーター王国は今度の戦争には乗り気ではなく、ティプー・スルターンの打倒には消極的であった。なぜなら、1795年に王国宰相マーダヴ・ラーオ・ナーラーヤンが自殺したのち、王国を中心としたマラーター同盟は混乱に陥り、新宰相バージー・ラーオ2世が決まったのちも混乱が続いていた。
マイソール王国はどうであったかというと、1792年に同国とイギリスとの間に結ばれたシュリーランガパトナ条約にはフランスの軍事顧問の追放は含まれていなかったため、ウェルズリーは手紙をたびたび送り、それら軍事顧問を追放するように要求した。だが、ティプー・スルターンはその要求を拒んだばかりか、自分はヨーロッパのどこでも好きな国の軍事顧問を雇うのだと宣言した。
さて、1798年7月にナポレオン・ボナパルト率いるフランス軍がエジプトに上陸した（エジプト・シリア戦役）、との知らせがカルカッタにもこの頃届いた。このままフランスが再び勢力を盛り返せば、インドをかつてのように脅かすであろうと考えるたウェルズリーは、再びマイソール王国とティプー・スルターンの打倒を決意した。このとき、ウェルズリーが本国に送った手紙には次のように記されていた。

## 戦争への準備

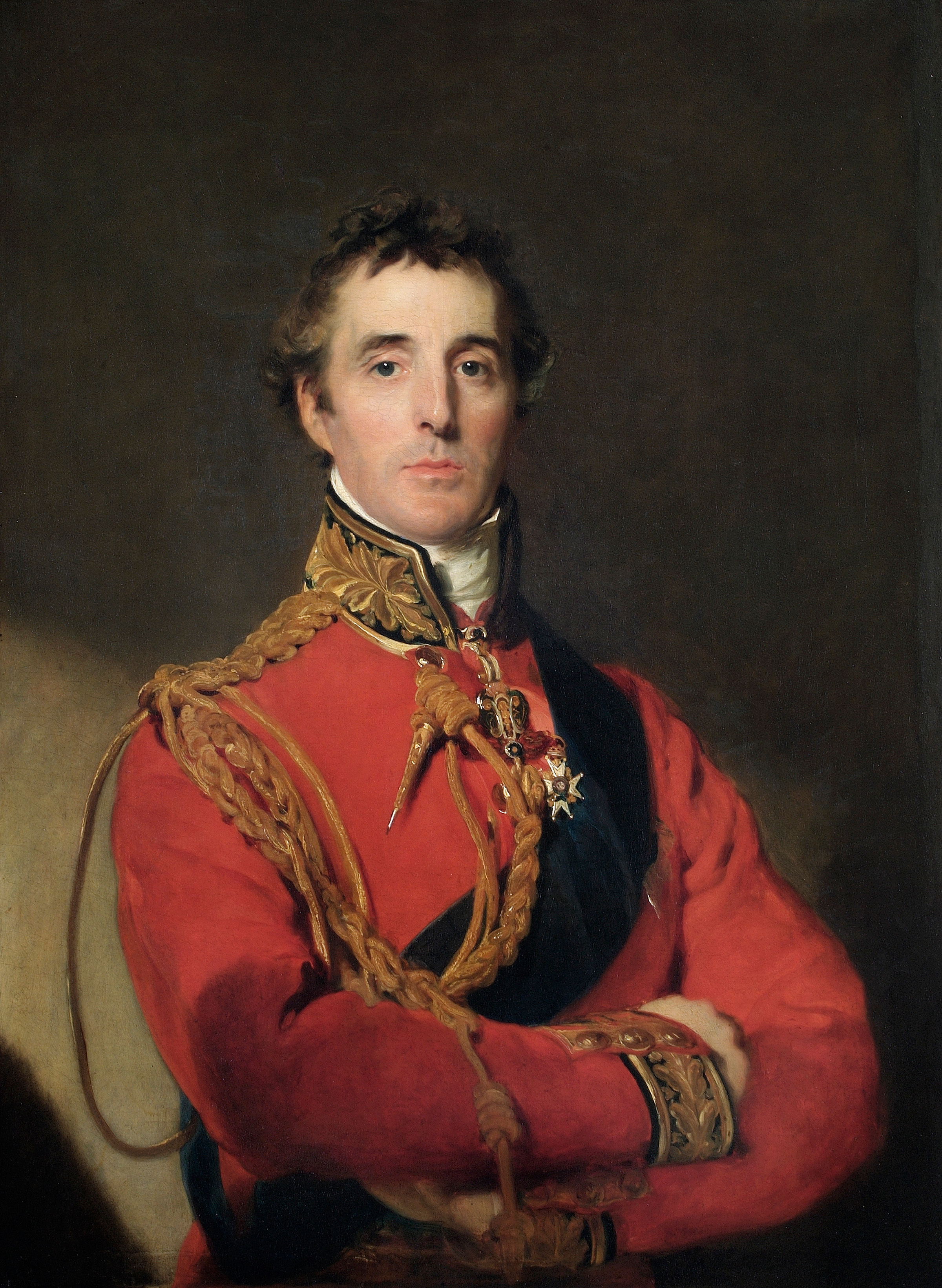
アーサー・ウェルズリー

これにより、マドラス軍総司令官ジョージ・ハリスのもと、数ヶ月間にわたって戦争の準備が進められた。それは今までに例がないほどの広汎なものだったといわれる。また、リチャード・ウェルズリーの弟アーサー・ウェルズリーが会社の救援をするために本国から派遣されてきた。彼は国王軍、第23歩兵連隊の指揮官に任命されていた。
また、リチャード・ウェルズリーはその決意のほどから、アーサー・ウェルズリーに自身もマイソール討伐軍に参加するといった。だが、アーサーは職業軍人である彼の立場から、兄は単なる文官がシュリーランガパトナを落とすという困難な軍事作戦を指揮するのは無理だと考え、マドラスから彼に手紙を出した。
そのため、ウェルズリー兄弟の関係は一時的に冷え込み、アーサーは手紙の冒頭に「閣下」と記して手紙を書くなどしたため、互いのやり取りは堅苦しい言葉が連なることとなった。だが、リチャードはアーサーの助言を聞きいれて、結局は従軍せずにカルカッタに留まることにした。

## 戦争の経過

### 戦争の勃発
かくして、1799年2月3日にジョージ・ハリスはヴェールールから、ジェームズ・スチュアートはカンナノールからそれぞれ出陣した。11日にハリス率いるイギリス軍はニザーム藩王国（ハイダラーバード）の軍勢とともに、マイソール王国の国境を越えてへ侵攻し、第四次マイソール戦争が勃発した。
軍勢は二手に分かれ、マドラスからのアーサー・ウェルズリーの連隊及び補給部隊とその援護をするニザームの騎兵を率いたハリス中将はバンガロールへと、ボンベイからの軍勢を率いたジェームズ・スチュアート中将はマラバール海岸沿いに進軍した。前者は37,000の戦闘員と16,000のニザーム騎兵であり、後者は6,420であった。
ウェルズリーの副官はこの軍に関して、「それは最も完全に装備され、補給も豊富かつ迅速であった。また、命令は行き届き、規律は厳正であり、さらに幸いなことに各部署に就いている士官たちもインドの野戦に経験豊富で有能であった」と書き残している。

### マイソール側の連敗
ハリス率いる軍勢はゆっくりとした動きでマイソールへと進み、動き出せば数マイルに伸び、彼らの行李を持ち運びする従者を含めると後尾にさらに7マイルに伸び、その縦隊の総員は実に25万人を超えたという。
一方、ティプー・スルターンはこれに対してほとんど何もできなかった。彼は騎兵に山の上から騎兵に監視させたが、大規模部隊がゆっくりと動き続けるさまを半分あきらめながら見守ることしかできなかった。騎兵は前進を妨げようと攻撃を仕掛けることもしばしばあったが、マスケット銃の一斉掃射にあって多くの死体を野に晒すだけであった。
アーサー・ウェルズリーはこの縦隊と特に行李の多さ（去勢雄牛が12万匹いたのをはじめ、他に無数の馬と象がいた）に驚きを隠せず、その荷物を見て「材木以外は必要ない」と言い放った。
ティプー・スルターンは7年前、チャールズ・コーンウォリスが第三次マイソール戦争で行ったような同じ作戦を予想していたものの、ハリスはマイソール側が防備を備えていたバンガロールを避けて前進し始めた。そのため、彼は最も弱そうに見えたスチュアートの部隊に攻撃を仕掛けることにした。
3月6日、マイソール軍はシーダシールにおいてスチュアートの部隊と交戦したが、二倍以上の軍勢であったにもかかわらず、イギリス側に大きな損害を受けて撤退した（シーダシールの戦い）。
3月27日、マイソール軍は首都シュリーランガパトナから25マイルの地点マラヴァリにおいて、ハリスとウェルズリー率いるイギリス軍を迎え撃ったが、これも破られてしまった（マラヴァリの戦い）。この戦いでイギリス軍はほとんど損害を受けなかった。

### シュリーランガパトナの包囲とティプー・スルターンの死

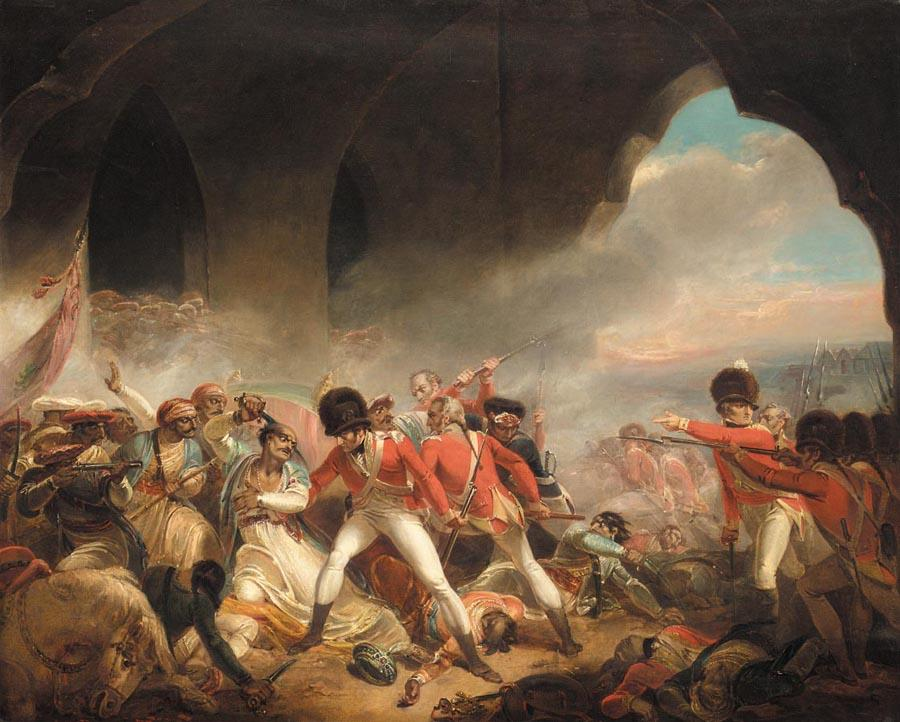
シュリーランガパトナへ突入するイギリス軍

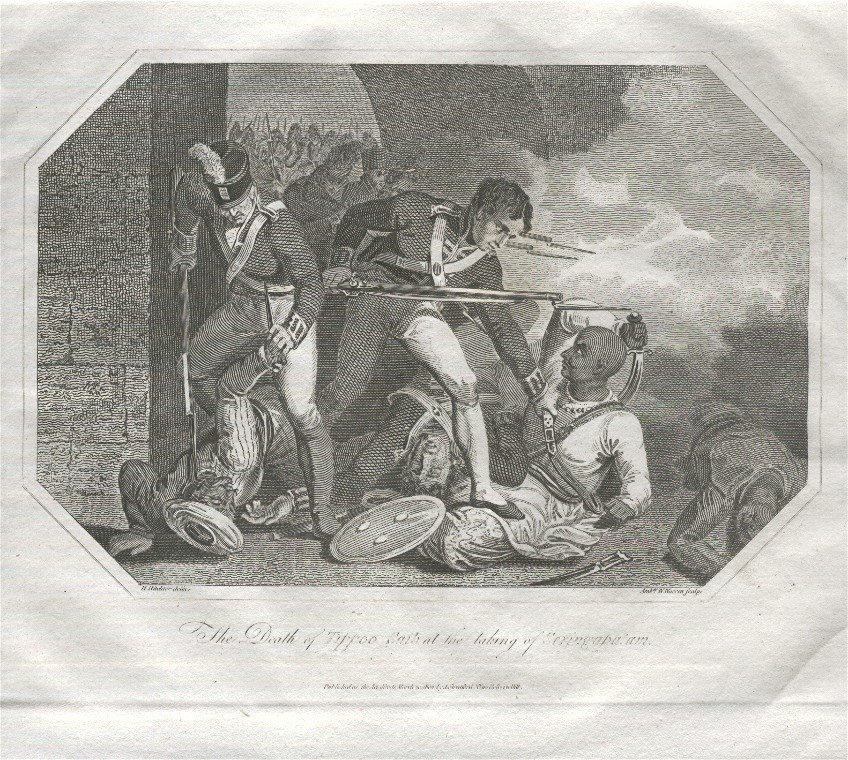
死せるティプー・スルターン

4月5日、イギリスとニザームの大縦隊はマイソール王国の首都シュリーランガパトナを取り巻く高地に到着し、都市を接近して包囲した。このとき、マイソールの騎兵が正面と右前方にいたが、ほとんど損害を与えることはできなかった。
イギリス側の密偵の話によると、ティプー・スルターンは包囲により気を落とし、彼は自身の立場が非常に困難であることを理解して決断に苦慮していた。シュリーランガパトナの防衛計画を大急ぎで練り上げたが、その計画をまた作り直すほどであったという。
カーヴェーリ川の中にあるシュリーランガパトナの町は多くの拠点で守られており、スルターンペート・トーペーはその中でも最も重要であった。アーサー・ウェルズリーは夜襲を命じられたが、彼には夜襲の経験がなく不慣れなこの地で完全に道を失い、ついには方向すらわからなくなった。部隊とともに森に迷い込んだ彼らは混乱し、マイソール側の銃撃にさらされ、応戦を試みたが同士討ちになるありさまであった。
翌6日の明け方、ウェルズリーは部隊を再編し、マイソール軍の町を守る最重要拠点スルターンペート・トーペーで戦いを挑み、激戦の末にこれを落とした（スルターンペート・トーペーの戦い）。
その後、一ヶ月に及ぶシュリーランガパトナ包囲戦ののち、5月4日にイギリス軍はシュリーランガパトナに対して総攻撃を掛けた。この日の総攻撃において、ティプー・スルターンは激戦の末に戦死した。ティプー・スルターンの息子といった家族もイギリス軍に捕らえられた。
5月13日、マイソール軍はイギリスに降伏を申し出て、イギリス軍は翌月までにシュリーランガパトナの包囲を解除した。かくして、実に30年以上に及ぶマイソール戦争は終わりを告げた。

## 戦争終結後における処理とその後の経過

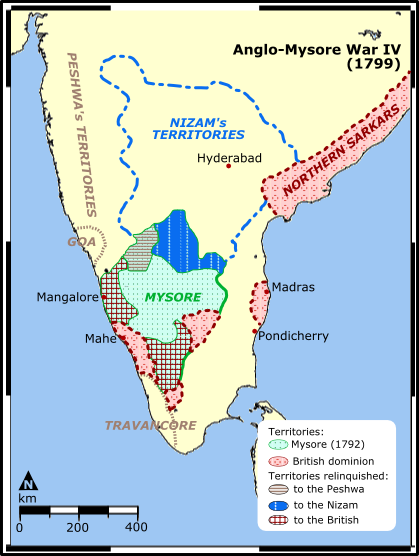
第四次マイソール戦争による領土の変遷

第四次マイソール戦争、イギリスはティプー・スルターンの葬儀を行い、マイソール軍は解散したのち、マイソール戦争の一連の戦後処理を行った。
また、イギリスはティプー・スルターンに廃されたヒンドゥーの旧王朝であるオデヤ朝を復活させ、6月30日に幼王クリシュナ・ラージャ3世が即位した。 マイソール・スルターン朝の存続を望む声も高かったが、オデヤ朝の復活はウェルズリーの個人的判断によるものであった。これにより、ティプー・スルターンの家族は全員シュリーランガパトナからヴェールールへと連行された。
7月8日、イギリスはマイソール王国と軍事保護条約を締結し、マイソール王国を藩王国とし（マイソール藩王国）、マドラス管区の管轄におかれた。軍事保護条約により、マイソール王国の首都シュリーランガパトナにはイギリス軍が駐屯することになり、総督は自由に内政に干渉し、必要であればその内政権を摂取できるという従属性の強い条項も含まれた。
また、イギリスはニザーム藩王国、マラーター王国とともにマイソール王国の領土分割を行った。マラーターにも領土が割譲されたのは、ニザームとの勢力均衡を考慮してのことであった。すでにマイソール王国の領土は第三次戦争の講和条約で半分となっていたが、これでさらに半分となった。
一方、戦後、カルナータカ太守ウムダトゥル・ウマラー（ムハンマド・アリー・ハーンの息子）は戦争中にマイソール側に物資を供給したのではないか、とイギリスから内通の疑いをかけられた。1801年7月に彼が突如死亡すると、イギリスはカーナティック条約でその領土の支配を奪い、これもマドラス管区に併合した。
ティプー・スルターンを打倒したことで30年以上に及ぶマイソール戦争は終結し、イギリスの南インドにおける覇権が決まり、インドの植民地化がまた一段と進む結果となった。とはいえ、ティプー・スルターンの戦死後、同年にはヴィーラ・パーンディヤ・カッタボンマンがタミル地方で反乱を起こし、このポリガール戦争は1805年まで続いた。
さて、マラーター王国では、1800年4月に財務大臣ナーナー・ファドナヴィースが死亡し、混乱の続いていたマラーター同盟はその様相を隠しきれなくなった。イギリスは南インドを制圧したのち 1802年末からイギリスは内紛の多かったマラーター同盟にも介入し、第二次マラーター戦争、第三次マラーター戦争へとつながっていった。